# Джейн Каллір
Джейн Каллір (30 липня 1954) — американська арт-дилерка, кураторка та авторка. Співдиректорка галереї Сент-Етьєн у Нью-Йорку, що спеціалізується на австрійському та німецькому експресіонізмі, а також на мистецтві «аутсайдерів» (ар-брют) та художників-самоучок. У 2020 році галерея припинила комерційну діяльність і стала спеціалізуватись на арт-консультуванні. Її архіви та бібліотеку було передано науково-дослідному інституту Каллір (KRI), заснованому у 2017 році. Каллір є президенткою інституту. Вона була кураторкою виставок для багатьох американських і міжнародних музеїв і є авторкою каталогу резоне робіт Еґона Шіле в усіх носіях.

## Життєпис
Каллір народилася в Нью-Йорку і закінчила Браунський університет в 1976 році, здобувши ступінь бакалавра мистецтва та історії мистецтва. У 1977 році вона почала працювати на свого дідуся, Отто Калліра, який у 1939 році заснував в Нью-Йорку галерею Сент-Етьєн.
У 1979 році Каллір стала співдиректоркою галереї разом із Хільдеґард Бахерт (померла у 2019 році). У 1985 році Каллір вийшла заміж за Гарі Козіміні, з яким познайомилася в коледжі. Подружжя розлучилося у 1996 році і знову одружилося у 2008 році.
Під керівництвом Каллір у 1980 році Галерея Сент-Етьєн започаткувала регулярну програму виставок музейного масштабу, що на той час не було поширеною практикою серед комерційних галерей. Ці виставки зазвичай супроводжувалися книжковими каталогами, опублікованими спеціалізованими видавництвами. Позикодавцями творів мистецтва виступали Музей образотворчого мистецтва у Бостоні, Чиказький художній інститут, Музей Соломона Р. Гуггенхайма, музей Метрополітен, Музей сучасного мистецтва, Музей американського мистецтва Вітні, Музей і сад скульптур Гіршгорна, Колекція Філліпса, Бременська картинна галерея, Галерея Ленбаха у Мюнхені, Національна галерея Канади в Оттаві, Віденський музей і Бельведер у Відні, а також численні приватні колекціонери.
Окрім написання наукових текстів, що супроводжують виставки Галереї Сент-Етьєн, Каллір стала відомою завдяки своїм щорічним «Звітам про ринок мистецтва».
Джейн Каллір була кураторкою численних музейних виставок як на національному, так і на міжнародному рівні. Часто виступає з лекціями, написала понад двадцять книжок про мистецтво та багато есе для каталогів. Галерея Сент-Етьєн є давнім членом Асоціації арт-дилерів Америки, віце-президенткою якої Каллір була у 2003—2006 роках.
У 1994 році Каллір була нагороджена почесною Срібною медаллю за заслуги перед Австрійською Республікою.

## Музейні виставки
Каллір організувала понад 50 музейних виставок у США, Австрії, Франції, Німеччині, Італії, Японії, Південній Кореї та Нідерландах. Інституції, з якими вона працювала, включають Національну галерею мистецтва, Вашингтон, округ Колумбія; Національний музей жінок у мистецтві, Вашингтон, округ Колумбія; Художній музей Хангарам, Сеульський художній центр, Південна Корея; і Музей Вітторіано, Рим, Італія.
Вона курувала три вистави для Бельведеру у Відні: «Еґон Шиле в галереї Австрії», «Еґон Шиле: автопортрети та портрети» та «Жінки Клімта, Шіле та Кокошки».
Каллір також відправила виставки бабусі Мойсей на більш ніж 30 майданчиків у США та Японії.

## Публікації
Каллір є авторкою 21 художньої книги. Вона опублікувала дев'ять томів про Егона Шіле, включаючи каталог художника, а також сім досліджень, присвячених іншим аспектам австрійського мистецтва fin-de-siècle. Її праця 1986 року « Віденський дизайн і Віденська майтерня» залишається стандартним текстом на цю тему.
Останньою публікацією Каллір є «Жінки Клімта, Шіле та Кокошки», яка супроводжує виставку, яку вона курувала в Бельведері у 2015 році. Серед творів Каллір також чотири томи про бабусю Мозес, а також Річард Гертл Оскар Кокошка, який супроводжував виставку в Галереї Сент-Етьєн у Нью-Йорку в 1992 році.
Каллір написала численні журнальні статті, а також есе для каталогів виставок для таких установ, як Музей Луїзіани в Копенгагені, Schirn Kunsthalle у Франкфурті, Центр Жоржа Помпіду в Парижі, Національна галерея Канади в Оттаві, Мистецтво Мілуокі. музей, Neue Galerie New York, Музей американського народного мистецтва та Музей мистецтв Філадельфії. Як авторка Джейн Каллір отримала кілька літературних премій. У 1982 році «Нагороду Товариства художніх бібліотек» отримала за книгу «Традиції народного мистецтва», а в 1985 році — за «Відень» Арнольда Шенберга.
Нагороду Елі Фора та премію Приз викладачів журналу образотворчих мистецтв були вручені у 1991 році за книгу «Еґон Шіле: Повне зібрання творів».

## Анна Мері Робертсон («Бабуся») Мозес
Галерея Сент-Етьєн організувала першу персональну виставку «Бабусі» Мозес у 1940 році і представляла її ексклюзивно до її смерті у 1961 році. У 1973 році Отто Каллір та співдиректорка Галереї Сент-Етьєн Хільдеґард Бахерт опублікували обґрунтований каталог картин Мозес.
Архіви Мозес зараз зберігаються в Науково-дослідному інституті Калліра, де матеріали доступні для дослідників. KRI планує цифрове оновлення раціонального каталогу Мозес, а Джейн Каллір надає висновки щодо автентичності творів, які не увійшли до видання 1973 року.
У 2018 році Каллір погодилась передати 10 картин «Бабусі» Мозес до Смітсонівського музею американського мистецтва (SAAM). Довгострокова мета — створити в музеї центр вивчення Мозес. У 2025 році в SAAM відбудеться велика виставка Мозес.

## Еґон Шіле
Каллір є провідним експертом з творчості Егона Шиле, опублікувавши «Повне зібрання творів Егона Шиле» у 1990 році, з оновленням у 1998 році. У 2018 році Науково-дослідний інститут Каллір випустив цифрове оновлення каталогу «Egon Schiele Online» (Egon Schiele Online Catalogue raisonné).
Каллір регулярно висловлює думки щодо робіт, які не увійшли до цього каталогу, а також веде архів робіт Шиле, автентичність яких підтверджено з 1998 року. Каллір відіграє важливу роль у приверненні уваги до спотворення мистецтва нацистським режимом. Багато колекціонерів Шиле зазнали переслідувань після анексії Австрії Гітлером у 1938 році. Видання «Егон Шиле: Повне зібрання творів» містить додаток «Хто є хто в провансальському мистецтві», що документує колекції, які були розграбовані або іншим чином втрачені в нацистські роки.
У 1997 році Каллір передала New York Times файл, що документував крадіжку нацистами картини Шиле «Портрет Воллі». Ця історія призвела до конфіскації картини окружним прокурором Нью-Йорка та дванадцятирічного судового процесу. В результаті австрійський парламент у 1998 році видав указ про відновлення процесу розгляду позовів для державних музеїв, і у 2010 році спадкоємці першого власника «Портрета Воллі» отримали виплату в розмірі 19 мільйонів доларів. Роль Каллір у цій справі висвітлена у документальному фільмі «Портрет Воллі» 2012 року.
Відкриття раніше закритих австрійських архівів разом із декретом про реституцію 1998 року дало безліч нових доказів, що документують нацистські зловживання. Каллір продовжує працювати з австрійськими дослідниками над уточненням походження Шиле.

## Подальше читання
- https://www.nytimes.com/2015/11/01/nyregion/75-years-manhattan-gallery-gustav-klimt-egon-schiele-grandma-moses.html? _r=0
- https://www.nytimes.com/2008/12/14/fashion/weddings/14vows.html